# سيليكون بلوري

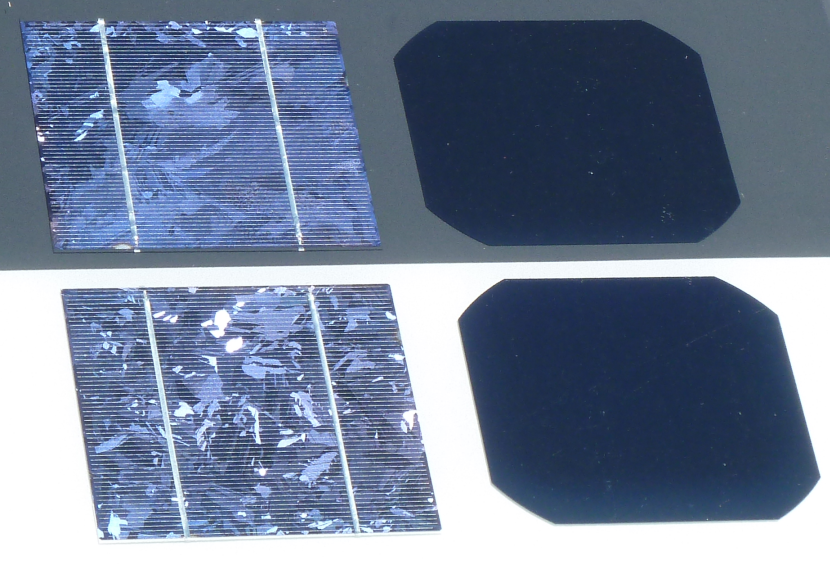
مقارنة بين الخلايا الشمسية البلورية

السلكون البلوري الأشكال البلورية للسلكون، منها الأحادية والمتعددة. والسلكون البلوري المادة شبه الموصلة المستعملة في تقنية الألواح الكهربائية الضوئية لإنتاج الخلايا الشمسية. وتجمع هذه الخلايا في ألواح شمسية ضمن النظام الكهربائي الضوئي لتوليد الطاقة من ضوء الشمس.
في الإلكترونيات، يكون السيليكون المتبلور عادةً الشكل أحادي البلورية من السيليكون، ويستخدم لإنتاج الرقائق الدقيقة. يحتوي هذا السيليكون على مستويات شوائب أقل بكثير من تلك المطلوبة للخلايا الشمسية. يتضمن إنتاج السيليكون من الدرجة شبه الموصلة تنقية كيميائية لإنتاج بولي سيليكون عالي النقاء متبوعًا بعملية إعادة التبلور لتنمية السيليكون أحادي البلورية. يتم بعد ذلك تقطيع الكرات الأسطوانية إلى رقائق لمزيد من المعالجة.
غالبًا ما تسمى الخلايا الشمسية المصنوعة من السيليكون البلوري بالخلايا الشمسية التقليدية أو التقليدية أو من الجيل الأول، حيث تم تطويرها في الخمسينيات من القرن الماضي وظلت النوع الأكثر شيوعًا حتى الوقت الحاضر. لأنها تُنتج من 160 إلى 190 ميكرومتر من الرقائق الشمسية - شرائح من كميات كبيرة من السيليكون من الدرجة الشمسية - يطلق عليها أحيانًا الخلايا الشمسية القائمة على الرقاقة.
الخلايا الشمسية المصنوعة من c-Si هي خلايا أحادية الوصلة وهي عمومًا أكثر كفاءة من التقنيات المنافسة لها، والتي هي الجيل الثاني من الخلايا الشمسية ذات الأغشية الرقيقة، وأهمها لوح تيلوريد الكادميوم الشمسي وسيلينيد نحاس إنديوم غاليوم والسيليكون غير المتبلور (a-Si). السليكون غير المتبلور هو البديل المتآصل للسيليكون، ويعني غير المتبلور «بدون شكل» لوصف شكله غير البلوري.